# Melanie Diener
Melanie Diener (* 1967 in Schenefeld) ist eine deutsche Opern- und Oratoriensängerin (Sopran).

## Leben
Die Sopranistin Melanie Diener, in der Nähe von Hamburg geboren, absolvierte ihr Gesangsstudium bei Sylvia Geszty an der Stuttgarter Musikhochschule, bei Rudolf Piernay in Mannheim und an der Indiana University.
Bekanntheit erlangte Melanie Diener erstmals als Preisträgerin des Salzburger Mozartwettbewerbs und des Internationalen Königin-Sonja-Gesangswettbewerbs in Oslo. 1996 gab sie ihren Bühneneinstand als Ilia in Idomeneo an der Garsington Opera; mit derselben Partie debütierte sie ein Jahr später an der Bayerischen Staatsoper. Zwei weitere Mozart-Rollen waren es, mit denen sich Melanie Diener im internationalen Musikleben etablierte: Die Fiordiligi aus Così fan tutte interpretierte sie am Londoner Royal Opera House, am Pariser Palais Garnier, in Ferrara, Dresden, an der Met und in Zürich; als Donna Elvira in Don Giovanni gastierte sie in Aix-en-Provence, Wien, bei den Salzburger Festspielen, an der Metropolitan Opera und in Tokyo. Auch als Figaro-Gräfin, Elettra in Idomeneo und Vitellia in La clemenza di Tito (Debüt im Mai 2005 an der Met unter James Levine) sowie an der Berliner Staatsoper trat sie hervor. 1999 feierte Melanie Diener ihr Debüt bei den Bayreuther Festspielen als Elsa in Lohengrin. Im deutschen Fach gehören außerdem Sieglinde und Gutrune im Ring des Nibelungen und Strauss-Partien wie Chrysothemis in Elektra, Marschallin in Der Rosenkavalier und die Titelrolle in Ariadne auf Naxos zu ihrem Repertoire. 2001 bei den Wiener Festwochen interpretierte sie die Contessa di Almaviva aus Le nozze di Figaro unter Riccardo Muti. Im Januar 2005 feierte die Sopranistin mit der Hauptrolle in Katja Kabanova an der Berliner Lindenoper einen großen persönlichen Erfolg; kurz darauf reüssierte sie als Ellen Orford in Brittens Peter Grimes, als Donna Elvira in Don Giovanni und 2007 als Chrysothemis an der Wiener Staatsoper und als Marschallin an der Staatsoper Hamburg. 2008 debütierte sie als Leonore in Fidelio am Opernhaus Zürich unter der Regie von Katharina Thalbach.
Ihr Rollendebüt als Ursula in Hindemiths Mathis der Maler gab sie an der Opéra Bastille in Paris (2010). Zudem sang sie die Marschallin an der Oper Helsinki (2014) und am Bolschoi-Theater in Moskau. Schon 2013 gab sie ihre erste Isolde an der Canadian Opera in Toronto, eine Partie, mit der sie auch an der Opéra national du Rhin in Straßburg (2015) und an der Nationaloper Warschau unter Stefan Soltesz (2016) gastierte. Ein weiteres Rollendebüt war die Partie der Sängerin in Philippe Boesmans’ Reigen an der Oper Stuttgart (2016). Es folgten erneut die Marschallin am Bolschoi-Theater Moskau (2017), das Rollendebüt als Senta am Nationaltheater Zagreb (2018) und die Leonore in Fidelio am Nationaltheater Prag (2019). Sie begründete 2019 die Internationale Opernwerkstatt Waiblingen zusammen mit dem Bariton Thomas Hampson.
Melanie Diener singt seit vielen Jahren regelmäßig bei Festivals wie Berliner Festwochen, Lucerne Festival, Salzburger Festspiele, Richard-Strauss-Festival Garmisch-Partenkirchen, Wiener Festwochen, in Orange und Tanglewood. Mit vielen Orchestern und Dirigenten ist Melanie Diener in ganz Europa und den USA aufgetreten, darunter Claudio Abbado, Armin Jordan, Philippe Jordan, Pierre Boulez, Riccardo Chailly, Christoph von Dohnányi, Michael Gielen, Bernard Haitink, Marek Janowski, Simone Young, Kurt Masur, Lorin Maazel, Kent Nagano, Nikolaus Harnoncourt, Wolfgang Sawallisch, David Zinman und Franz Welser-Möst.

## Preise und Auszeichnungen
- 1992 Silbermedaille beim Gesangswettbewerb „Concorso Internazionale di Musica da Camera“ Finale Ligure/Italien
- 1992 1. Preis beim 3. Intern. Koloraturgesangswettbewerb in Stuttgart
- 1993 Stipendiatin Meisterkurs für Gesang bei Sena Jurinac
- 1993 Stipendiatin Meisterkurs für Lied bei Jutta Vulpius in Moers
- 1993 Stipendiatin Meisterkurs für Gesang bei Brigitte Fassbaender
- 1994 Stipendium „Deutscher Musikrat“ mit Förderpreis der Opernfreunde Bonn e. V.
- 1994 DAAD-Stipendium Indiana-University, Bloomington, USA
- 1995 Preis der Internationalen Stiftung Mozarteum beim 6. Internationalen Mozartwettbewerb in Salzburg
- 1995 Kirsten Flagstadt-Preis beim Internationalen Königin-Sonja-Wettbewerb in Oslo
- 1997 „Stern der Woche“ Münchner Abendzeitung